# 国営みちのく杜の湖畔公園
国営みちのく杜の湖畔公園（こくえいみちのくもりのこはんこうえん）は、宮城県柴田郡川崎町の釜房ダム湖畔にある国営公園である。「みちのく公園」と略される場合もある。東北地方における広域的なレクリエーション需要に対応するために設置された「イ号国営公園」であり、東北地方唯一の国営公園でもある。南東北の県庁所在地である宮城県仙台市、山形県山形市、福島県福島市から50キロメートル圏内の立地である。
釜房湖の周辺には釜房湖畔公園が1980年（昭和55年）に完成していた。これを発展させる形で国営みちのく杜の湖畔公園事業が1981年（昭和56年）に始まり、1989年（平成元年）に公園の一部が開園し、2014年（平成26年）に公園全域が完成した。面積は647.4ヘクタールで、そのうち陸地面積292.3ヘクタール、水面面積355.1ヘクタールである。園内は北地区「健康と緑のゾーン」、南地区「文化と水のゾーン」、里山地区「森と環境のゾーン」、湖面・湖畔のゾーンの4区画に分かれている。

## 園内
南地区、北地区、里山地区の順で開発が行われた。

### 南地区「文化と水のゾーン」
面積89.2ヘクタール。国営みちのく杜の湖畔公園の中心となる場所である。売店やレストハウス、広場、花畑、池、遊具などがある。
この地区にある「ふるさと村」には東北地方の特徴ある古い民家が移築され、建ち並んでいる。青森県の津軽地方の家、岩手県の遠野の家、秋田県の本荘由利の家、山形県の月山山麓の家、福島県の南会津の家、宮城県の鳴瀬川河畔の家、釜房の家、長屋門がある。古民家を通しての体験学習もある。古民家の周囲には段々畑、水車小屋、炭焼き小屋、洗い場を持つ水路、円筒分水施設などが再現されている。
下記の多様な広場がある。
- 時のひろば
- 彩のひろば
- 湖畔のひろば
- わらすこひろば
- いも煮会ひろば

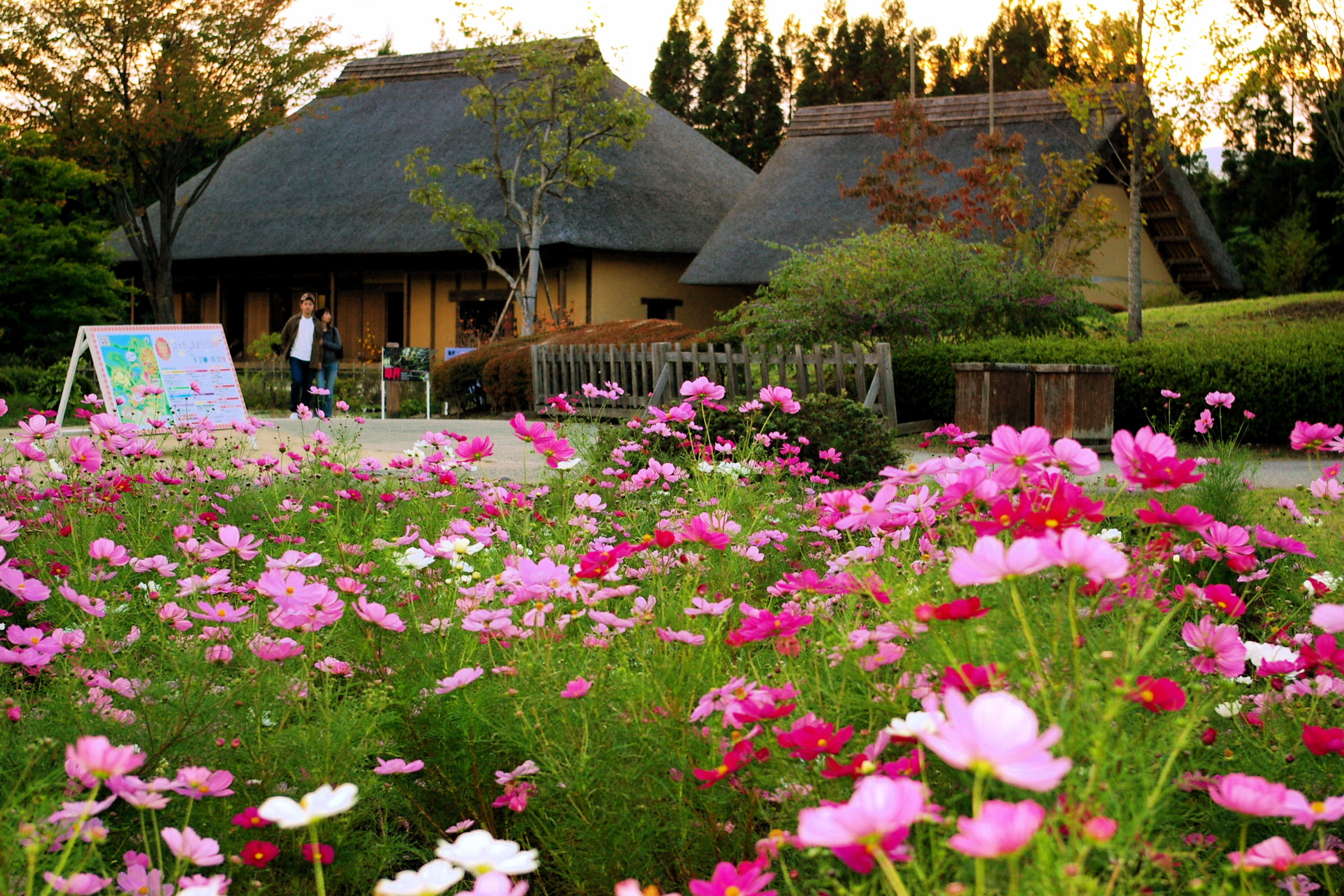
ふるさと村とコスモス園
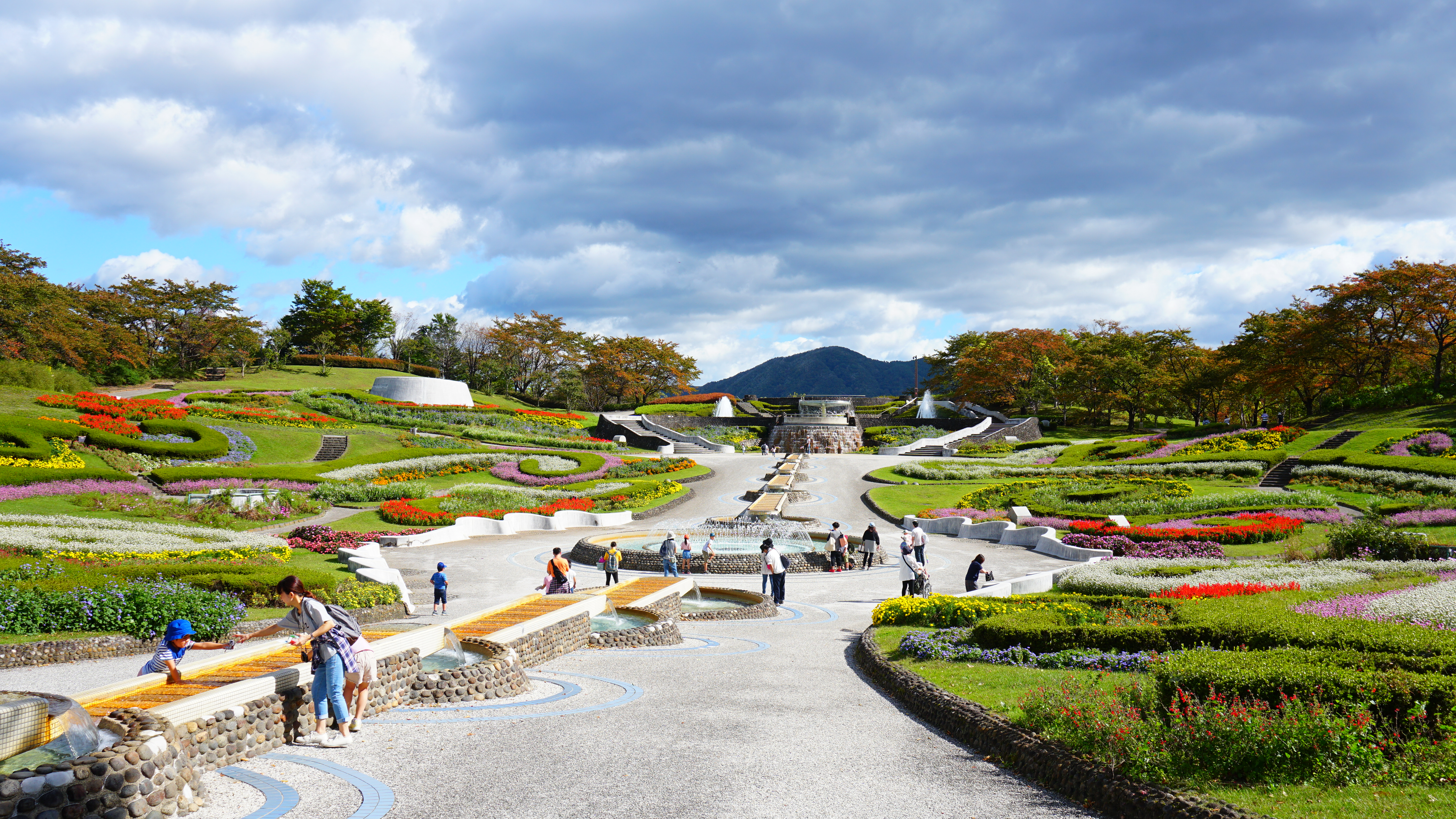
彩のひろば
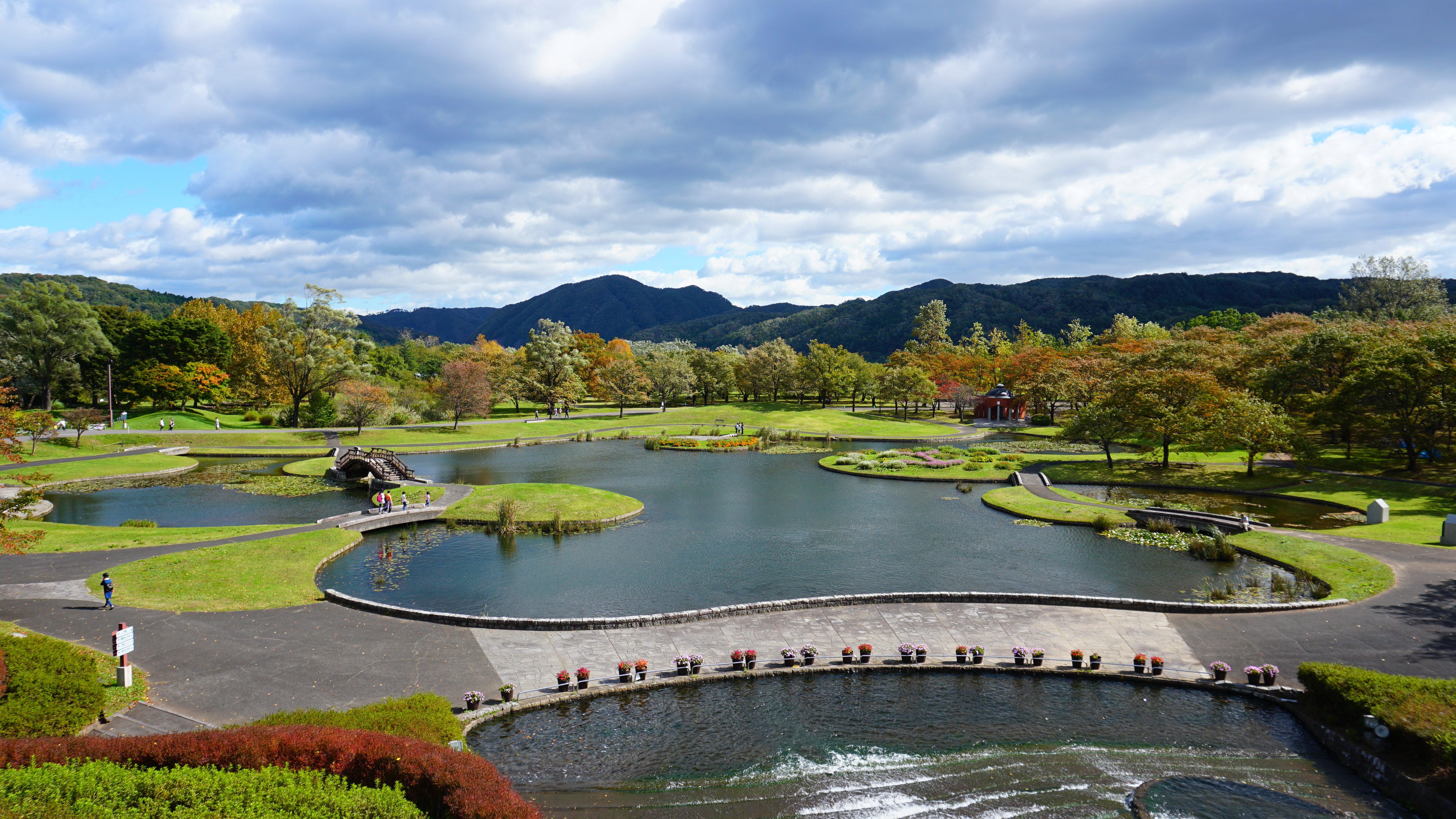
やすらぎの池

### 北地区「健康と緑のゾーン」
面積71.8ヘクタール。草地が主体の牧歌的な景観を持つ区域である。「風の草原」と名づけられた8ヘクタールの草原が広がる。キャンプ場、パークゴルフ場、フットサルやバスケットボール、テニスに対応した多目的コート、ドッグランなどがある。

### 里山地区「森と環境のゾーン」
面積131.3ヘクタール。クヌギ、コナラ、スギ、ヒノキなどによる森林区域である。この区域の「ゴヨの森」はかつての薪を採っていた時代の皆伐更新の様子が再現されている雑木林である。森の一部にリュウキンカやカタクリが群生する場所もある。里山地区の拠点として地域交流館「小野分校」がある。これは入園ゲートであると共に、情報提供、展示施設、休憩所でもある。

### 湖面・湖畔のゾーン
面積355.1ヘクタール。釜房ダム（釜房湖）の機能を損なわない形での、景観形成と親水性のあるレクリエーションがテーマとされている区画である。

## 沿革
1980年（昭和55年）、建設省（現・国土交通省）による全国初めてのダム周辺環境事業として、広大な河川敷地に各種設備を持つ釜房湖畔公園が完成した。国営みちのく杜の湖畔公園事業はこれをさらに発展させるものとして1981年（昭和56年）に始まり、1989年（平成元年）に公園の一部が開園、順次整備され、2014年（平成26年）に公園全域が完成した。

### 年表
- 1983年（昭和58年）12月10日 - 都市計画事業承認告示[9]
- 1984年（昭和59年）10月15日 - 起工式[9]
- 1989年（平成元年）8月4日 - 第Ⅰ期地区「文化と水のゾーン」一部開園[9]
- 1990年（平成2年）10月 -「皇太子殿下御成婚記念植樹」[10]
- 1994年（平成6年）7月1日 - みちのく公園管理センターオープン[9]
- 1998年（平成10年）11月3日 - 多目的ホール「ふるふる」オープン[9]
- 2003年（平成15年）7月12日 「オートキャンプ場」一部開園[9]
- 2006年（平成18年）4月22日 - 「自然体験学習エリア」オープン、エコキャンプみちのく完成[9]
- 2008年（平成20年）5月31日 - 「風の草原」オープン[9]
- 2011年（平成23年）7月6日 - 「みちのく自然共生園」オープン[9]
- 2013年（平成25年）9月7日 -  開園からの累計入園者数1,300万人達成[11]。
- 2014年（平成26年）6月8日 - 「里山地区」開園、全面開園[12]。

## マスコット
- シカボー - オス
- モシカ - メス

開園当初からの公式マスコット。パンフレットやホームページで採用されている他、着ぐるみも存在する。
カモシカがベースとなっている。カモシカは所在地である 川崎町 で「町の獣」として指定されている。

## 主なイベント

### 主催イベント
特に記載がないものは南地区で開催されている。
- 花のフェスティバル - 4月 - 5月
- 樹々のアート展 - 4月 - 5月
- みちのくグリーンサム物語 - 5月 - 6月
- ポピーまつり - 5月 - 6月
- ふるさと村の夏まつり - 7月
- ふるさと村の秋まつり - 9月
- コスモスまつり - 9月 - 10月
- 新春ふるさとまつり - 1月
- かまくらまつり - 2月
- クリスマスローズまつり - 3月
- 熱気球体験搭乗会 - 随時

当初は南地区「湖畔の広場」で開催されていたが、北地区「風の草原」が公開されてからは「風の草原」で行われるようになった。「国営みちのく杜の湖畔公園」独自デザインによる熱気球が存在する。

### 音楽イベント
開園当初は南地区で大規模な音楽イベントが開催されていたが、一般の公園利用ができなくなる事もあり、大規模なイベント開催がしばらく行われなくなっていた。北地区の「エコキャンプみちのく」および「風の草原」が公開されてからは北地区を中心に音楽イベントで利用されるようになっている。
浜田省吾 ON THE ROAD '91 - 1991年8月10日
みちのく杜の湖畔公園で初めて開催された野外ライブ。25,000人を動員した。
ARABAKI ROCK FEST. - 2006年より 毎年4月〜5月頃　※2011年は東日本大震災の影響で、8月27・28日に延期
従来は仙台港を中心に行われていたが、2006年（平成18年）よりエコキャンプみちのくを拠点として毎年春に開催されている。
東北でも最大規模の音楽イベントとなりつつある。
2009年（平成21年）には風の草原も用いて北地区全体をイベント会場として用いる形になっている。
エコキャンプみちのく開催からステージ名として「MICHINOKU」（みちのく）が使われるようになった。
a  - 2009年8月
従来はZepp Sendaiで行われていた屋内の音楽イベントが10回目の記念と共に風の草原を用いて開催された。
You
Mr.Children STADIUM TOUR 2011 SENSE -in the field- - 2011年9月24日〜25日
同ツアーの追加・最終公演として、風の草原で行われた。
同年の上半期に行われたアリーナツアーが、震災の影響で東北地方での公演が中止となり、
被災地でツアーを行うことで元気になってほしいという思いによって開催された。
同ツアーのBD/DVDで、エンドロールの後に当会場での公演の模様が収録されている。
ap bank fes'12 Fund for Japan - 2012年8月18日〜19日
桜井和寿、小林武史を中心として行われている野外フェス。
2005年より静岡県掛川市のつま恋で開催されているが、震災復興支援を目的として、同会場でも初めて開催された。
AIR JAM 2012 - 2012年9月15日～16日
Hi-STANDARDを中心として行われているロックフェスティバル。
震災後、Hi-STANDARDが悲願していた東北でのAIR JAM開催が実現した。
Reborn-Art Festival 2017 × ap bank fes - 2017年7月28日-30日

### その他
レイクフェスタ in 釜房 - 2008年まで 毎年7月
「森と湖に親しむ旬間」（7月下旬）にあわせて、国土交通省東北地方整備局 釜房ダム管理所 によって南地区で毎年開催されていた。
2009年（平成21年）以降は開催されていない。
ヨドバシカメラが撮影会の開催場所として用いている。

## アクセス

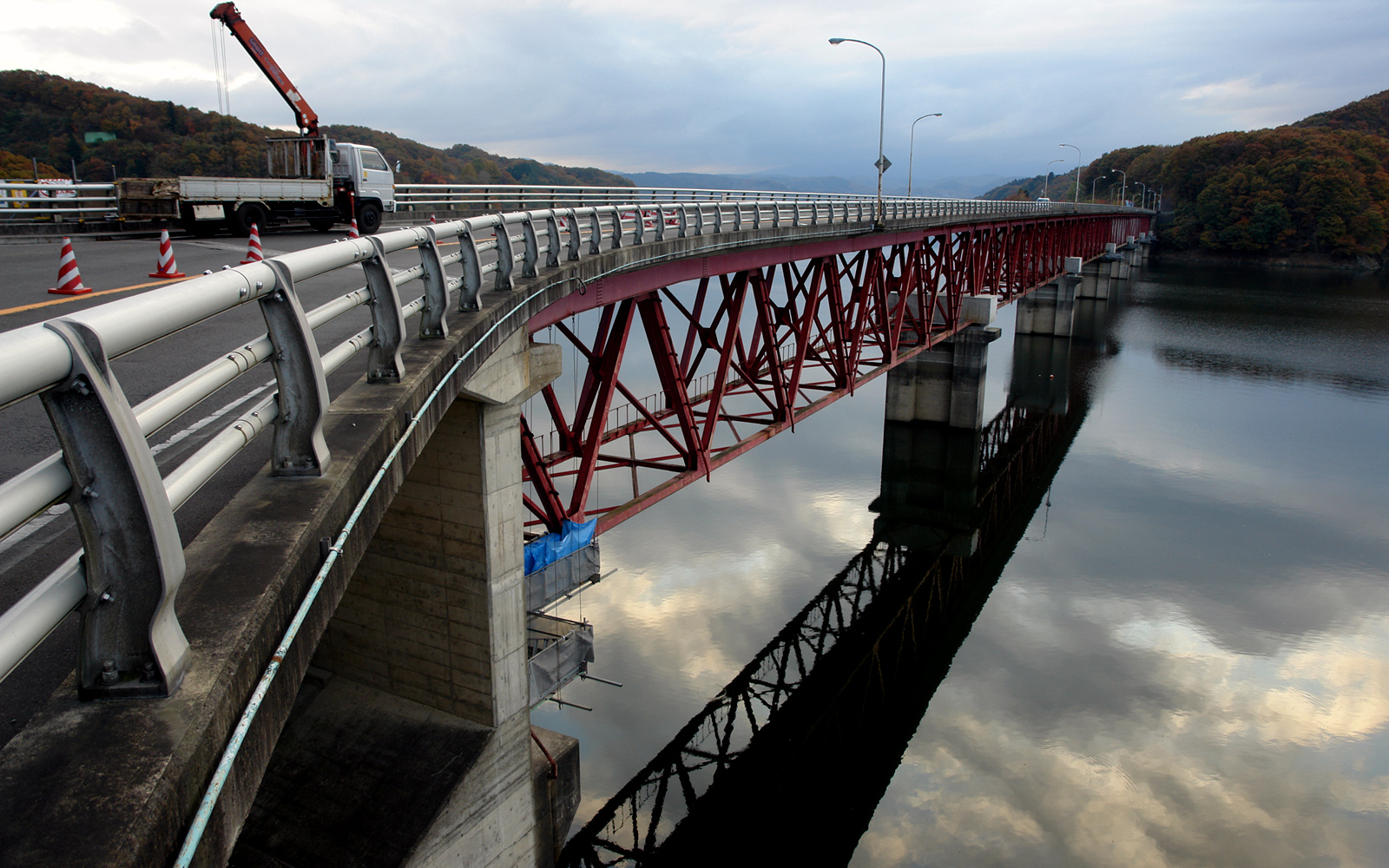
付近道路の釜房大橋。

付近には電車が通っていないため、バスやタクシー等を用いる必要がある。

### バス
- タケヤ交通 仙台西部ライナー かわさきまち-仙台駅前。各地区へアクセスできるバス停が存在する。

「エコキャンプ入口前」は国道286号沿い、北地区入口近くにバス停がある。2018年5月1日新設。
「みちのく公園」は南地区の南ゲート近くにバス停がある。南地区内にあるバス停のため営業時間以外や閉園時は通過。
「みちのく公園口」は南地区入口付近にバス停がある。閉園時でも停車。
「里山地区入口」は里山地区に近いみちのく公園休憩所の駐車場にバス停がある。閉園時でも停車。
秋保温泉・里センター経由。開館時は仙台市天文館にも停車。
仙台駅からは青葉通りのあおば通駅近くにある63番バス停から。
仙台駅前より66〜70分
- 宮城交通 仙台駅前-川崎 「みちのく杜の湖畔公園入口」下車後徒歩。

一部は「みちのく杜の湖畔公園前」経由。南地区の南ゲート近くにバス停がある。
仙台駅からは西口バスプール8番より。秋保線の一路線
仙台駅より約60分
- かわさき町民バス 平日のみ運行。主に碁石支倉線を用いて各地区の入口近くで下車できる。

碁石支倉線「みちのく公園前」付近で下車後徒歩。南地区南ゲート入口－管理事務所間にバス停がある。
碁石支倉線「河原前」で下車後徒歩。国道286号沿い、北地区入口近くにバス停がある（仙台西部ライナー エコキャンプ入口前 に同じ）
毎週木曜日に運行される安達線の「東大原前」付近で下車すると「河原前」より北地区入口へ近いところで下車できる。
碁石支倉線「小野」付近で下車すると、里山地区の入口に徒歩へ行ける。
「河原前」を除きフリー区間になっているので、運転手に目的の入口へより近い場所で下車できるようにしてもらうと良い。

### 車
各地区にそれぞれ駐車場が存在する。ゴールデンウィーク等、駐車台数が多くなる場合はボートピア川崎の駐車場を臨時駐車場として用いる場合がある。この場合はバスで公園まで代行する。
- 山形自動車道 - 宮城川崎インターチェンジより国道286号を仙台方面へ約5分

## 入場料金・時間等
各地区は離れているが共通料金扱いとなっており、入場時の半券・駐車券を見せる事で別の地区にも無料で入場可能。北地区 エコキャンプみちのく は北地区内にあるが、別料金となっている。
- 入園料

大人　400円　団体　280円
子供　 80円　団体　 50円 - 小学生・中学生
年間パスポート　大人　4000円　子供　800円 - 発行より１年間有効
※団体は大人子供合わせて20人以上。
※6歳未満は無料。
※身体障害者手帳・療育手帳・精神障害者保健福祉手帳を提示した場合は無料
- 駐車料金

大型車 1020円　普通車 310円　二輪車 100円
年間パスポート利用者は　普通車 250円　二輪車 80円
- 開園時間

3月1日 - 6月30日、9月1日 - 10月31日　午前9時30分 - 午後5時
11月1日 - 2月末　午前9時30分 - 午後4時
7月1日 - 8月31日　午前9時30分 - 午後6時
- 休園日

毎週火曜日。ただし火曜日が祝日の場合は水曜日が休園日
12月31日、1月1日
※以下の期間は休園日がなく毎日開園
4月11日 - 5月31日
7月20日 - 8月31日
9月12日 - 10月31日
冬期は休園している感覚があるが、実際には冬期でも開園されている。ただし、北地区のエコキャンプみちのくは12月1日 - 翌年3月31日休業している。また、イベントにより北地区は一般利用としては休園となる事がある。